# Mirano
Mirano este o comună cu 26.667 loc. (în 2009), situată în provincia Veneția, regiunea Veneto, Italia. Teritoriul comunei ocupă o suprafață de 45.62 km², cu o densitate a populației de 576 loc./km². Comuna de învecinează cu localitățile Salzano, Dolo, Mira (Venetia), Pianiga, Spinea și Santa Maria di Sala. De comuna aparțin Vetrego, Scaltenigo, Ballò, Campocroce di Mirano, Zianigo și Mirano capoluogo.

## Personalități marcante
- Giovanni Domenico Tiepolo, (1727-1804), pictor venețian
- Giovanni Battista Tiepolo, sau Giambattista Tiepolo, (1696 - 1770), pictor venețian
- Josephine Bakhita (1869-1947) o mucenică declarată sfântă de biserica catolică
- Federica Pellegrini, înotătoare italiană

## Demografie
Mirano - evoluția demografică

|  | Graficele sunt indisponibile din cauza unor probleme tehnice. Mai multe informații se găsesc la Phabricator și la wiki-ul MediaWiki. |

Date: Recensăminte sau birourile de statistică - grafică realizată de Wikipedia